# 紫穗报春
紫穗报春（学名：Primula violacea）为报春花科报春花属下的一个种。

## 扩展阅读
- 維基物種上的相關：紫穗报春